# Thisias marmoratus
Thisias marmoratus es una especie de coleóptero de la familia Mycteridae.

## Distribución geográfica
Habita en México, Panamá, Costa Rica y Guatemala.